# Luciobrotula lineata
Luciobrotula lineata är en fiskart som först beskrevs av Gosline, 1954.  Luciobrotula lineata ingår i släktet Luciobrotula och familjen Ophidiidae. IUCN kategoriserar arten globalt som otillräckligt studerad. Inga underarter finns listade i Catalogue of Life.